# Omolabus kirschi
Omolabus kirschi es una especie de coleóptero de la familia Attelabidae.

## Distribución geográfica
Habita en Colombia.